# Aspettando i barbari
Aspettando i barbari (Waiting for the Barbarians) è un romanzo dell'autore Premio Nobel 2003 J. M. Coetzee pubblicato, nella traduzione di Maria Baiocchi, dalla casa editrice Einaudi nel 2000. Una precedente edizione italiana della Rizzoli, per la traduzione di Attilio Veraldi, uscì nel 1983.
Il romanzo vinse il James Tait Black Memorial Prize nel 1980 e ottenne nel 1982   la Nomination al Premio Philip K. Dick.

## Trama
La storia è narrata in prima persona dall'innominato magistrato di un insediamento che esiste alla frontiera territoriale dell'"Impero". L'esistenza piuttosto tranquilla del magistrato termina con la dichiarazione dello stato di emergenza da parte dell'Impero e con il dispiegamento del Terzo Ufficio, le forze speciali dell'Impero, a causa delle voci secondo cui gli indigeni della zona, chiamati "barbari" dagli abitanti dell'insediamento, potrebbero prepararsi ad attaccare la città. Di conseguenza, il Terzo Ufficio conduce una spedizione nelle terre oltre la frontiera. Guidato dal sinistro colonnello Joll, il Terzo Ufficio cattura alcuni barbari, li riporta in città, li tortura, ne uccide alcuni e parte per la capitale per preparare una campagna più ampia.
Nel frattempo, il magistrato comincia a mettere in dubbio la legittimità del colonialismo e cura personalmente una ragazza barbara che è stata lasciata zoppa e parzialmente accecata dagli aguzzini del Terzo Ufficio. Egli minaccia di costringere la ragazza barbara a lasciare la città se non rimarrà con lui. Il Magistrato ha una relazione intima e incerta con la ragazza, ma alla fine si decide a riportarla al suo popolo. Dopo un viaggio molto rischioso attraverso la terra arida, durante il quale i due hanno alcuni rapporti sessuali, riesce a riportarla indietro - chiedendole infine, senza successo, se vuole restare con lui - e torna nella sua città, in cui i soldati del Terzo Ufficio arrestano il magistrato per aver disertato il suo incarico e per aver frequentato il "nemico". Senza la possibilità di un processo in queste circostanze di emergenza, il magistrato rimane in una cantina chiusa a chiave per un periodo indefinito, sperimentando per la prima volta la quasi totale mancanza di libertà fondamentali. Alla fine riesce a procurarsi una chiave che gli permette di lasciare la prigione improvvisata, ma scopre di non avere un posto dove fuggire e passa la maggior parte del tempo fuori dalla prigione a cercare resti di cibo.
Più tardi, il colonnello Joll torna trionfalmente dalle terre selvagge con diversi prigionieri barbari e dà pubblico spettacolo della loro tortura. Sebbene la folla sia incoraggiata a partecipare alle loro percosse, il magistrato irrompe sulla scena per fermarle, ma viene arrestato. Un gruppo di soldati lo appende per le braccia, approfondendo la sua comprensione della violenza coloniale attraverso un'esperienza personale di tortura. Con lo spirito del magistrato chiaramente distrutto, i soldati lo lasciano beffardamente vagare liberamente per la città, sapendo che non ha alcun posto dove andare. I soldati, tuttavia, con l'avvicinarsi dell'inverno iniziano a fuggire dalla città, arrestando la loro campagna contro i barbari. Il magistrato cerca di affrontare Joll al suo ultimo ritorno dalla natura selvaggia, ma il colonnello si rifiuta di parlargli e abbandona frettolosamente la città con gli ultimi soldati. La convinzione predominante in città è che i barbari intendano invadere presto la città e, sebbene i soldati e molti civili siano ormai partiti, il magistrato contribuisce a incoraggiare gli abitanti rimasti a continuare la loro vita e a prepararsi per l'inverno. Quando la prima neve della stagione cade sulla città, dei barbari non v'è alcuna traccia.

## Opere derivate
Il romanzo ha ispirato il film del 2019 Waiting for the Barbarians (film), diretto da Ciro Guerra e con sceneggiatura di J. M. Coetzee.

## Edizioni in italiano
- J. M. Coetzee, Aspettando i barbari, traduzione di Attilio Veraldi, collana "La scala", Rizzoli, 1983,  p. 180.
- J. M. Coetzee, Aspettando i barbari, traduzione di Maria Baiocchi, collana "ET" n. 728, Einaudi, 2000,  p. 193, ISBN 88-06-15450-8.